# Psicogénesis
El término psicogénesis hace referencia al estudio de las causas de orden psíquico que pueden explicar un comportamiento, una modificación orgánica o un trastorno psiquiátrico. 
Por tanto, cuando se dice que el origen de una conducta o un trastorno es psicogénico, significa que se trata de una condición adquirida después del nacimiento causada por procesos psicológicos, en interacción con factores sociales y/o ambientales. Se descarta así el origen genético o prenatal.
Autores tan dispares como Freud, fundador del psicoanálisis, o Jean Piaget, de corte cognitivista, han puesto el acento en las explicaciones psicogenéticas de la conducta y de los trastornos mentales, desarrollando teorías de la psicogenesis que tratan de hacer extensivas a la explicación del desarrollo de otros aspectos de la cultura como el arte o la ciencia.
De acuerdo con Piaget y García, el progreso psicogenético tiene determinadas características lógicas y formales, lo cual es cuestionado por otros autores como Siegel.
Otros autores como Lacan critican los excesos del principio de continuidad psicogenética, pero sin renunciar a una concepción psicogenética de la conducta humana y los trastornos asociados a ella.
Hasta bien entrados los años 60 del siglo XX, e incluso posteriormente, en diversos países imperaron las explicaciones psicogenéticas acerca de determinados trastornos como el autismo. En este caso, por ejemplo, se postulaba que estaba provocado por el estilo educativo de los padres en los primeros meses de desarrollo (las llamadas "madres nevera"), lo cual se ha demostrado posteriormente que era falso.
Hoy en día se sabe que, aunque los factores psicológicos juegan un importante papel en el desarrollo de terminadas conductas y manifestaciones asociadas con esos trastornos mentales, existe una base psicobiológica relacionada con factores hereditarios, prenatales, perinatales y epigenéticos sin la cual no se puede dar razón de esas condiciones neurológicas.